# Palazzo Donà delle Rose (San Polo)
Il palazzo Donà delle Rose è un palazzo di Venezia, situato nel sestiere di San Polo, poco distante da Campo San Stin.
Il palazzo è sede della Scuola Elementare "Bernardo Canal", accorpata nell'anno scolastico 2009-2010 all'Istituto comprensivo "Francesco Morosini" a seguito del dimensionamento scolastico del centro storico da cui sono nati quattro istituti comprensivi.